# Mariager Idræts Klub
Mariager Idræts Klub er den lokale idrætsklub i Mariager og byens nærområde.
Blandt andet kan der spilles fodbold, håndbold, dart, volleyball, floorball og udøves gymnastik.